# Constance-Marie Charpentier
Constance-Marie Charpentier (Parigi, 4 aprile 1767 – Parigi, 3 agosto 1849) è stata una pittrice francese.

## Biografia
Constance-Marie Bondelu era la figlia unica di Alexandre Hyacinthe Bondelu, un droghiere di Parigi, morto nel 1786, e di sua moglie Marie Angélique Debacq. Dopo la scomparsa del padre e la vendita del negozio, Constance e sua madre si trasferirono in un appartamento in rue de l'École-de-Médecine. Constance era già stata iscritta, sin dal 1777, ai corsi di disegno di Johann Georg Wille, corsi che ella lasciò solo dopo dieci anni di studi, nel 1787. E il 5 aprile dello stesso anno ella entrò ufficialmente nell'atelier di Jacques-Louis David come allieva.
Nell'aprile del 1793 sposò François Victor Charpentier (fratello di Antoinette Gabrielle Danton e cognato del rivoluzionario Georges Danton). La coppia andò ad abitare in rue du Théâtre français (oggi rue de l'Odéon) e Constance cominciò a firmare i suoi lavori con il cognome del marito.
Dipinse scene di genere e ritratti, preferendo per questi ultimi i bambini e le donne.
Nel 1788, ricevette un premio di incoraggiamento e dal 1795 al 1819, espose circa trenta opere in differenti "Salon", vincendo una medaglia d'oro nel 1814 al "Salon de Paris" e una d'argento nel 1821 al "Salon de Douai".
Anche se alcuni suoi lavori sono stati a torto attribuiti al suo maestro Jacques-Louis David, Constance Charpentier è considerata come una delle migliori ritrattiste della sua epoca.
Si spense a Parigi all'età di 82 anni.

## Opere

### Collezioni pubbliche
- La Mélancolie, Museo della Picardia, Amiens

### Salon
- Salon de Paris
  - 1795:
    - La petite Friandise, nº82
    - Portrait d'homme e Portrait de femme, nº83

  - 1798:
    - Portrait en pied du C. F…, ex-représentant du peuple au Conseil des Anciens, nº79
    - Portrait d’une femme et de son enfant, nº80
    - Portrait d’une femme peintre, nº81
    - Portrait de l’auteur, nº82
    - Portrait d’homme, nº93

  - 1799:
    - La Veuve d'une journée e il suo pendant La Veuve d'une année, nº708, premio d'incoraggiamento.
    - Portrait de l'auteur et de sa fille, nº709
    - Portrait de femme, nº710
    - Portrait de femme, nº711

  - 1800:
    - Portrait de Mme Delille, artista dell’Odéon, nº85
    - Portrait d'une petite fille, nº86
    - Plusieurs Portraits, nº87

  - 1801:
    - La Mélancolie, nº58, acquistato dallo Stato
    - La Jeunesse bienfaisante, nº59
    - Diversi ritratti, nº60

  - 1804: Une Mère convalescente soignée par ses enfants
  - 1806: Un Aveugle entouré de ses enfants est consolé de la perte de la vue par les jouissances des quatre autres sens, nº94
  - 1808:
    - Première Cure d’un jeune médecin, nº114
    - Portraits et Études, nº115

  - 1810: Diversi ritratti, nº155
  - 1812:
    - Une Mère recevant la confidence de sa fille, nº183
    - Une jeune Fille tenant un nid de fauvettes, nº184
    - L’Absence, studio di donna, nº185
    - Portrait de Mme la baronne Dupin, nº186
    - Portrait de Mlle. Aug. Jodot, nº187
    - Portrait de M. Larey, major de cavalerie, et de son épouse, nº188
    - Diversi ritratti, nº189

  - 1814, la giuria le assegna una medaglia d'oro: 
    - Première Cure d’un jeune médecin, nº197
    - Une Dame recevant la confidence de sa fille, nº198
    - Une jeune Personne dessinant le paysage, nº199
    - Portrait de deux jeunes filles de M.C., statuaire, nº200
    - Portrait de la fille de M. B., peintre, nº201
    - Tête de vieillard, nº202
    - Tête de vieille femme, nº203
    - Diversi ritratti, nº204

  - 1819:
    - Portrait de Mme A…  en paysanne suisse, nº212
    - Portrait de Melle G…, peintre, nº213
    - Portrait d'une petite fille, nº214
    - Diversi ritratti, nº215
- Salon di Douai del 1821: la giuria le assegna una ricompensa e una medaglia d'argento.

### Retrospettive recenti
- 2009: Portrait d'une jeune femme, Galleria Terrades, Parigi

## Galleria d'immagini

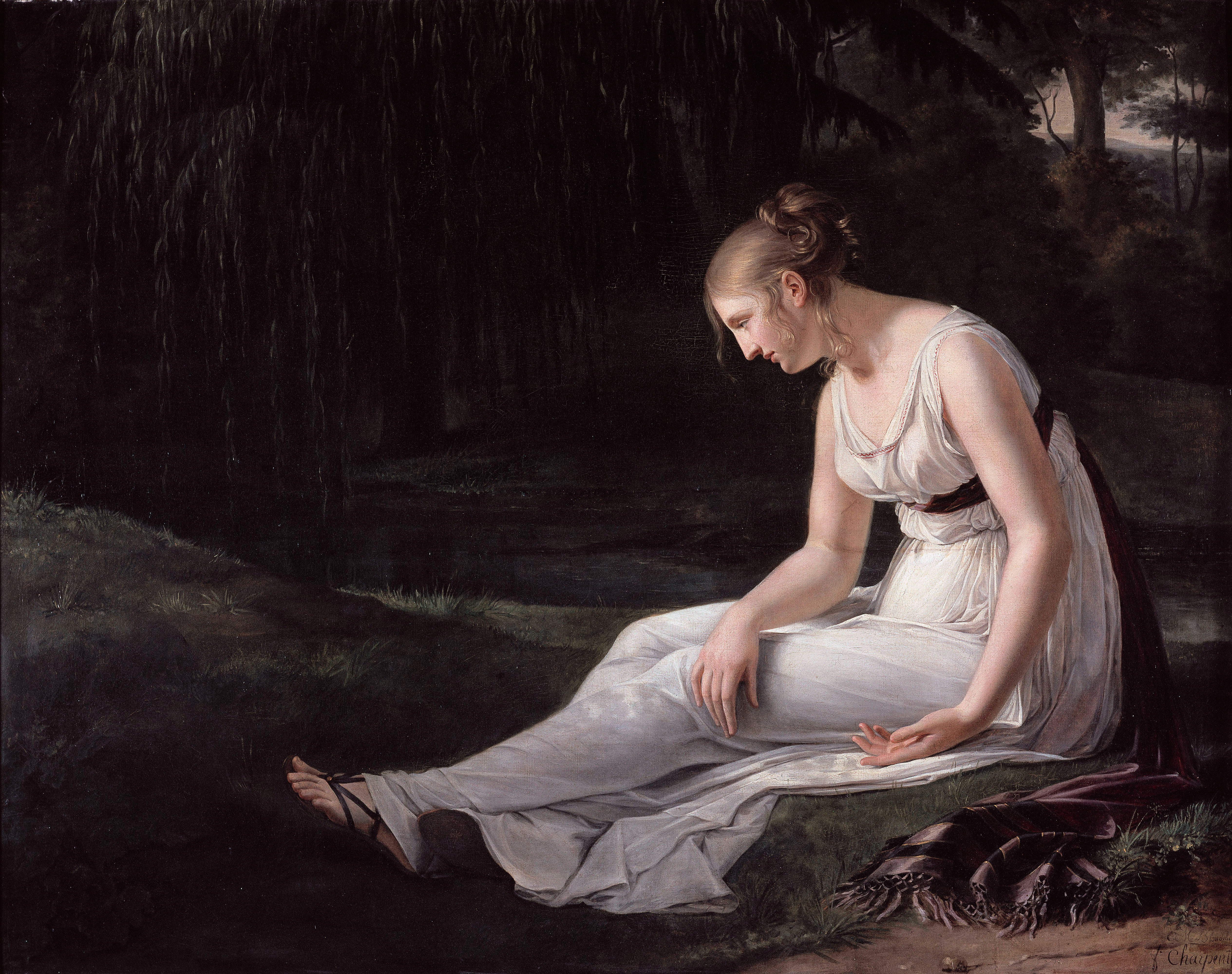
Mélancolie (1801)
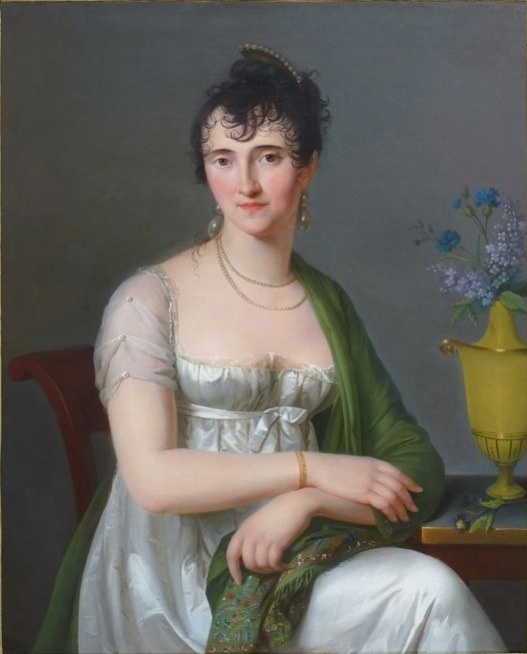
La baronessa Dubois
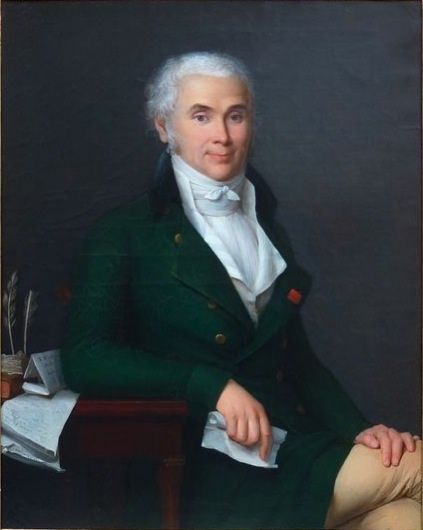
Il barone Dubois
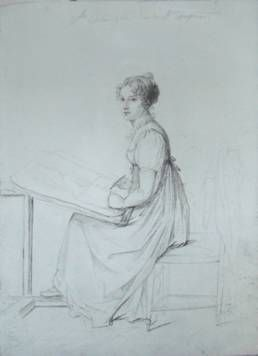
Disegno
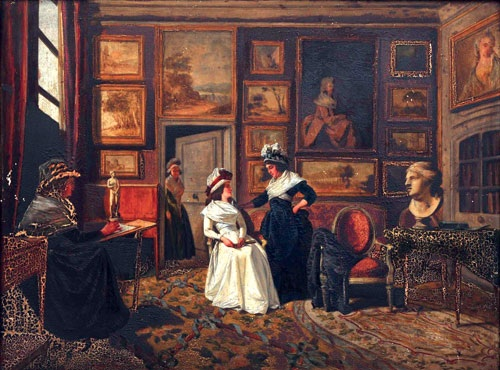
L'atelier